# Qatar Stars League 2016/17
Die Qatar Stars League 2016/17 war die 43. Spielzeit der höchsten katarischen Fußballliga seit ihrer Gründung im Jahr 1963. Die Saison begann am 15. September 2016 und endete am 15. April 2017. Titelverteidiger war der al-Rayyan SC.

## Modus
Die Vereine spielten ein Doppelrundenturnier aus, womit sich insgesamt 26 Spiele pro Mannschaft ergaben. Es wurde nach der 3-Punkte-Regel gespielt (drei Punkte pro Sieg, ein Punkt pro Unentschieden). Die Tabelle wurde nach den folgenden Kriterien bestimmt:
1. Anzahl der erzielten Punkte
2. Tordifferenz aus allen Spielen
3. Anzahl Tore in allen Spielen

Am Ende der Saison qualifizierte sich die punktbeste Mannschaft sowie der Sieger des Emir of Qatar Cups für die Gruppenphase der AFC Champions League 2018. Die Dritt- und Viertplatzierten sollten in der zweiten Qualifikationsrunde der Champions League beginnen. Da in der Zugangsliste für die Champions League Plätze freigeworden sind, rückte der Ligadritte in die Gruppenphase und der -fünfte startete gleich in der Play-off-Runde.
Die zwei Vereine mit den wenigsten Punkten stiegen in die zweitklassige Qatargas League ab, der 12. spielte in einem Relegationsspiel gegen den 2. der Qatargas League 2016/17 um die Relegation.

## Teilnehmer
Der Muaither SC kehrte nach zweijähriger Abstinenz als Meister der Qatargas League 2015/16 wieder zurück in die Qatar Stars League. Der zweite Aufsteiger, der al-Shahania SC, schaffte nach seinem Abstieg 2015 den direkten Wiederaufstieg in die Erstklassigkeit.
Die zwei Aufsteiger ersetzen die zwei letztplatzierten Vereine der Saison 2015/16, den Qatar SC und den al-Mesaimeer SC. Der al-Mesaimeer SC musste nach nur einem Jahr in der Qatar Stars League wieder in die Qatargas League zurück. Für den Qatar SC war es der erste Abstieg aus dem katarischen Fußball-Oberhaus in der Vereinsgeschichte.
| Verein            | Beheimatet in, Gemeinde      | Stadion                      |
| ----------------- | ---------------------------- | ---------------------------- |
| al-Ahli SC        | Doha, Doha                   | al-Ahli-Stadion              |
| al-Arabi          | Doha, Doha                   | Grand-Hamad-Stadion          |
| al-Gharafa SC     | ar-Rayyan, ar-Rayyan         | al-Gharafa Stadium           |
| al-Jaish          | Doha, Doha                   | Abdullah-bin-Khalifa-Stadion |
| al-Kharitiyath SC | al-Chaur, al-Chaur           | al-Khawr Stadium             |
| al-Khor SC        | al-Chaur, al-Chaur           | al-Khawr Stadium             |
| al-Rayyan SC      | ar-Rayyan, ar-Rayyan         | Jassim-Bin-Hamad-Stadion     |
| al-Sadd SC        | Doha, Doha                   | Jassim-Bin-Hamad-Stadion     |
| al-Sailiya        | ar-Rayyan, ar-Rayyan         | al-Ahli-Stadion              |
| al-Shahania SC    | asch-Schahhaniyya, ar-Rayyan | Grand-Hamad-Stadion          |
| al-Wakrah SC      | al-Wakra, al-Wakra           | al-Wakrah Stadium            |
| Lekhwiya          | Doha, Doha                   | Abdullah-bin-Khalifa-Stadion |
| Muaither SC       | Muaither, ar-Rayyan          | al-Gharafa Stadium           |
| Umm-Salal SC      | Umm Salal, Umm Salal         | Suheim Bin Hamad Stadium     |

## Abschlusstabelle
| Pl. | Verein             | Sp. | S  | U  | N  | Tore    | Diff. | Punkte |
| --- | ------------------ | --- | -- | -- | -- | ------- | ----- | ------ |
| 1.  | Lekhwiya (P) 1     | 26  | 19 | 6  | 1  | 079:330 | +46   | 63     |
| 2.  | al-Sadd SC         | 26  | 18 | 7  | 1  | 077:230 | +54   | 61     |
| 3.  | al-Rayyan SC (M)   | 26  | 15 | 6  | 5  | 053:270 | +26   | 51     |
| 4.  | al-Jaish 1         | 26  | 13 | 6  | 7  | 045:400 | +5    | 45     |
| 5.  | al-Gharafa SC      | 26  | 12 | 4  | 10 | 042:430 | −1    | 40     |
| 6.  | Umm-Salal SC       | 26  | 9  | 10 | 7  | 032:350 | −3    | 37     |
| 7.  | al-Kharitiyath SC  | 26  | 10 | 4  | 12 | 027:320 | −5    | 34     |
| 8.  | al-Sailiya         | 26  | 8  | 7  | 11 | 032:450 | −13   | 31     |
| 9.  | al-Arabi           | 26  | 8  | 4  | 14 | 039:560 | −17   | 28     |
| 10. | al-Ahli SC         | 26  | 7  | 6  | 13 | 033:450 | −12   | 27     |
| 11. | al-Khor SC         | 26  | 6  | 7  | 13 | 027:400 | −13   | 25     |
| 12. | al-Shahania SC (N) | 26  | 3  | 13 | 10 | 030:530 | −23   | 22     |
| 13. | Muaither SC (N)    | 26  | 5  | 5  | 16 | 025:480 | −23   | 20     |
| 14. | al-Wakrah SC       | 26  | 2  | 9  | 15 | 029:500 | −21   | 15     |

Zum Saisonende 2016/17:
Zum Saisonende 2015/16:

(M): Amtierender Meister: al-Rayyan SC

(P): Amtierender Pokalsieger: Lekhwiya

(N): Aufsteiger aus der Qatargas League 2015/16: Muaither SC & al-Shahania SC
Anmerkung:

## Relegation
Der 12. der Qatar Stars League 2016/17 spielte gegen den 2. der Qatargas League 2016/17 in einem einfachen Play-off-Spiel um die Relegation. In dem Spiel, das am 19. April 2017 stattfand, hatte der Erstligist Heimrecht. Der Sieger qualifizierte sich für die Qatar Stars League 2017/18.
|                | Ergebnis |          |
| -------------- | -------- | -------- |
| al-Shahania SC | 0:1      | Qatar SC |

## Statistiken

### Kreuztabelle
Die Kreuztabelle stellt die Ergebnisse aller Spiele der regulären Saison dar. Die Heimmannschaft ist in der linken Spalte, die Gastmannschaft in der oberen Zeile aufgelistet.
| Saison 2016/17    | AHL | ARA | GHA | JAI | KHA | KHO | RAY | SAD | SAI | SHA  | WAK | LEK | MUA | UMM |
| al-Ahli SC        |     | 4:2 | 4:2 | 0:1 | 0:2 | 1:3 | 1:5 | 0:1 | 1:2 | 1:1  | 1:1 | 1:2 | 0:4 | 1:1 |
| al-Arabi          | 1:2 |     | 2:0 | 3:4 | 2:1 | 2:1 | 0:3 | 2:3 | 0:1 | 1:4  | 3:1 | 0:1 | 1:2 | 3:1 |
| al-Gharafa SC     | 2:0 | 4:2 |     | 2:1 | 0:2 | 1:0 | 3:2 | 3:3 | 2:3 | 3:0  | 0:0 | 4:5 | 2:2 | 0:2 |
| al-Jaish          | 2:0 | 4:3 | 1:2 |     | 1:0 | 1:0 | 1:4 | 1:1 | 1:1 | 3:1  | 2:1 | 1:2 | 2:1 | 4:2 |
| al-Kharitiyath SC | 1:1 | 1:2 | 2:0 | 2:1 |     | 0:2 | 1:3 | 0:1 | 2:1 | 1:1  | 2:1 | 0:3 | 1:0 | 0:2 |
| al-Khor SC        | 0:1 | 1:1 | 1:2 | 0:0 | 1:1 |     | 2:1 | 0:4 | 1:0 | 1:1  | 0:1 | 2:2 | 2:2 | 1:2 |
| al-Rayyan SC      | 2:1 | 1:1 | 1:2 | 1:1 | 1:0 | 4:1 |     | 0:5 | 4:0 | 3:0  | 4:0 | 1:1 | 5:0 | 0:0 |
| al-Sadd SC        | 2:1 | 7:0 | 3:0 | 2:1 | 4:0 | 1:0 | 4:1 |     | 2:2 | 1:1  | 3:1 | 1:2 | 4:2 | 8:0 |
| al-Sailiya        | 3:3 | 0:1 | 2:1 | 4:6 | 1:0 | 1:3 | 1:1 | 1:3 |     | 1:2  | 3:1 | 1:2 | 1:0 | 1:0 |
| al-Shahania SC    | 2:3 | 1:2 | 1:1 | 1:2 | 1:3 | 2:2 | 0:1 | 0:4 | 0:0 |      | 2:2 | 2:2 | 1:0 | 1:1 |
| al-Wakrah SC      | 0:2 | 2:2 | 0:2 | 0:0 | 1:2 | 0:2 | 0:1 | 1:1 | 5:1 | 2:2  |     | 2:3 | 1:3 | 2:2 |
| Lekhwiya          | 2:1 | 4:1 | 3:0 | 5:1 | 2:1 | 6:0 | 2:2 | 3:3 | 3:0 | 10:0 | 3:3 |     | 4:0 | 1:3 |
| Muaither SC       | 0:2 | 1:1 | 1:2 | 1:2 | 0:2 | 1:0 | 0:1 | 1:6 | 1:1 | 1:1  | 1:0 | 1:3 |     | 0:2 |
| Umm-Salal SC      | 1:1 | 2:1 | 0:2 | 1:1 | 0:0 | 2:1 | 0:1 | 0:0 | 0:0 | 2:2  | 3:1 | 2:3 | 1:0 |     |

### Torschützenliste
Bei gleicher Anzahl von Toren sind die Spieler alphabetisch sortiert.
| Platz                  | Nat            | Spieler            | Mannschaft    | Tore |
| ---------------------- | -------------- | ------------------ | ------------- | ---- |
| 01                     | Marokko        | Youssef El-Arabi   | Lekhwiya      | 24   |
| 02                     | Algerien       | Baghdad Bounedjah  | al-Sadd SC    | 23   |
| 03                     | Brasilien      | Rodrigo Tabata     | al-Rayyan SC  | 20   |
| 04                     | Elfenbeinküste | Yannick Sagbo      | Umm-Salal SC  | 15   |
| 05                     | Korea Sud      | Nam Tae-hee        | Lekhwiya      | 14   |
|                        | Usbekistan     | Sador Rashidov     | al-Jaish      | 14   |
|                        | Brasilien      | Romarinho          | al-Jaish      | 14   |
| 08                     | Spanien        | Sergio García      | al-Rayyan SC  | 11   |
|                        | Marokko        | Mouhcine Moutouali | al-Wakrah SC  | 11   |
| 10                     | Katar          | Meshal Abdullah    | al-Ahli SC    | 10   |
|                        | Chile          | Luis Jiménez       | al-Arabi      | 10   |
|                        | Slowakei       | Vladimír Weiss     | al-Gharafa SC | 10   |
|                        | Spanien        | Xavi               | al-Sadd SC    | 10   |
| Stand: Ende der Saison |                |                    |               |      |

## Auszeichnungen
| Auszeichnung                                     | Gewinner                       |
| ------------------------------------------------ | ------------------------------ |
| QSL Player of the Year (Spieler des Jahres)      | Nam Tae-hee (Lekhwiya)         |
| Mansor Muftah Award (Torschützenkönig)           | Youssef El-Arabi (Lekhwiya)    |
| Best Player Under 23 (Junger Spieler des Jahres) | Almoez Abdulla (Lekhwiya)      |
| Coach of the Year (Trainer des Jahres)           | Jesualdo Ferreira (al-Sadd SC) |